# 遼朝丞相、相國、太師列表
《遼史·百官志第三》：三師府，本名三公，漢以丞相、太尉、御史大夫為三公，故稱三師。三公府。先漢丞相、太尉、御史大夫，後漢更名大司徒、大司馬、大司空，唐太尉、司徒、司空。又名三司。

## 丞相
| 序次 | 爵位   | 姓名     | 在位年數 | 在位時間       | 皇帝          |
| 1    | 忠武公 | 述律魯速 | 25年     | 922年－947年   | 辽太祖 辽太宗 |
| 2    | 燕王   | 赵延寿   | 1年      | 947年          | 辽太宗        |
| 3    | 忠武公 | 述律魯速 | 4年      | 947年－951年   | 辽世宗 辽穆宗 |
| 4    | 昭尹侯 | 蕭延思   | 12年     | 951年－963年   | 辽穆宗        |
| 5    | 陳王   | 張儉     | 7年      | 1024年－1031年 | 辽聖宗        |
| 6    | 梁王   | 耶律信宁 | 24年     | 1031年－1055年 | 辽興宗        |